# Synedoida perplexa
Synedoida perplexa là một loài bướm đêm trong họ Erebidae.